# Angriff der 20-Meter-Frau (1993)
Angriff der 20-Meter-Frau (Originaltitel: Attack of the 50 Ft. Woman) ist ein 1993 erschienener US-amerikanischer Science-Fiction-Film des Regisseurs Christopher Guest nach einem Drehbuch von Mark Hanna für den von Nathan Juran gedrehten Film Attack of the 50 Foot Woman aus dem Jahr 1958, das Joseph Dougherty adaptierte. Die Fernseh-Neuverfilmung wurde erstmals 1993 im US-Kabelfernsehen gezeigt. In einigen europäischen Ländern kam der Film 1994 auch in den Kinoverleih. In Deutschland startete er am 27. Oktober 1994.

## Handlung
Nancy Archer wird von ihrem Vater unter Druck gesetzt und von ihrem Ehemann Harry, der mit der Schwester von Nancy fremdgeht, hintergangen. Als sie eines Nachts auf ein Ufo trifft, wird sie mit einem Laser bestrahlt, der auf den Diamanten an ihrem Hals gerichtet ist. Als sie zu Harry fahren will, wird sie von der Polizei festgenommen und von ihrem Vater abgeholt. Einige Tage später fahren Harry und Nancy Archer an dieselbe Stelle und treffen wieder auf das Ufo. Das Ufo entführt Nancy und setzt sie auf dem Dach des Frisörladens der Schwester ab. Sie wird von ihrer Schwester nach Hause gebracht. Der Vater und Harry streiten sich, als Dr. Cushing eintrifft. Kurze Zeit später wacht Nancy auf und weiß von nichts. Der Vater und Harry streiten sich wieder, und es geht am Ende um die verstorbene Mutter, die sich angeblich das Leben nahm, weil der Vater ihr Geld aufgebraucht hatte. Daraufhin wird Nancy zum ersten Mal richtig wütend und fängt an zu wachsen. Sie wächst aus ihren Schuhen und aus ihrer restlichen Kleidung heraus und rast durch die Decke. Danach wird sie in einer Scheune versteckt, und Dr. Victor Loeb wird von Harry über Nancys Zustand eingeweiht. In ihrem übergroßen Zustand badet sie im Pool des Freundes. Ihre Übergröße hat aber einen Nachteil: Sie ist anfällig für Herzanfälle. Bei einem gemeinsamen Abendessen beschimpft Harry seine Frau, und sie bekommt einen Schwächeanfall. Sie kracht auf die Scheune. Harry denkt, dass Nancy gestorben ist, und fährt gleich zum Frisörladen und betrügt sie wieder einmal. Nancy erwacht, wächst weiter und stapft auf der Suche nach Harry durch die Stadt. Sie entführt Harry. Vor einer Hochspannungsleitung wird sie aufgehalten und von einem Polizeihubschrauber beschossen. Sie landet auf der Hochspannungsleitung und stirbt scheinbar. Das Ufo nimmt sie und Harry mit und fliegt weit weg in den Weltraum.

## Auszeichnungen
Christopher Guest wurde als Regisseur 1995 in der Kategorie Bester Film für den International Fantasy Film Award des Festivals Fantasporto nominiert.

## Hintergrund
Der Film, dessen Spezialeffekte von Fantasy II Film Effects stammen, wurde in Taft (Kalifornien) gedreht.

## Kritik
In englischsprachigen Medien wurde der Film überwiegend negativ beurteilt. Basierend auf der Auswertung von 10 Kritiken wird auf Rotten Tomatoes eine Positivquote von lediglich 30 Prozent ausgewiesen.
Ken Hanke schrieb in Mountain Xpress, der Originalfilm sei unterhaltsam gewesen. Dieser Film versuche zu sehr, unterhaltsam und „clever“ zu sein.
Norbert Krüger schrieb in der Hamburger Rundschau vom 12. Januar 1995, der Film sei eine „pseudo-feministische Parabel um eine betrogene Ehefrau“. Er sei „psychologisch spannend“, die Spezialeffekte seien jedoch „katastrophal“. Der Film wurde als „naiv gemachter SF-Trash“ bezeichnet.
Die Rheinische Post formulierte: „Schlampige Regie paart sich hier mit schludriger Tricktechnik und schauspielerischer Unfähigkeit zu einem stümpferhaften Science-Fiction-Unsinn, […].“